# 애플 푸시 알림 서비스
애플 푸시 알림 서비스(Apple Push Notification service, Apple Notification Service, APN)는 애플이 개발한 플랫폼 알림 서비스로, 서드파티 애플리케이션 개발자들이 알림 데이터를 애플 장치에 설치된 애플리케이션에 보낼 수 있게 한다. 보내는 알림 정보에는 배지, 사운드, 뉴스스탠드 업데이트, 사용자 지정 텍스트 경보가 있다. 2009년 6월 17일 iOS 3와 함께 처음 시작되었다. APN 지원은 맥 OS X 라이언을 기점으로 맥 OS X의 API에도 추가되었다. 웹사이트 알림 지원은 OS X 매버릭스 출시와 함께 추가되었다.

## 같이 보기
- iMessage
- 페이스타임
- 푸시 이메일